# Ernie Roe
Ernest Roe, detto Ernie (Nottingham, 5 settembre 1919 – Southport, 23 novembre 2007), è stato un sollevatore britannico.

## Carriera
Prese parte ai Giochi olimpici di Londra 1948, classificandosi al nono posto. Partecipò ai campionati mondiali ed europei di Parigi del 1946, piazzandosi rispettivamente al sesto e al quinto posto. Conquistò una medaglia d'argento e una medaglia di bronzo agli europei di Scheveningen nel 1949 e a Parigi nel 1950. Fu per sei volte campione britannico.